# Sebastião Barros
Sebastião Barros är en kommun i Brasilien.   Den ligger i delstaten Piauí, i den östra delen av landet, 700 km nordost om huvudstaden Brasília. Antalet invånare är 3 559.
Omgivningarna runt Sebastião Barros är huvudsakligen savann. Runt Sebastião Barros är det mycket glesbefolkat, med 4 invånare per kvadratkilometer.